# 石鎚山脈
石鎚山脈（いしづちさんみゃく）は、四国山地西部に属する石鎚山を最高峰とする山脈である。石鎚山地とも呼ばれる。愛媛県と高知県の県境にまたがる脊梁をなし、北は中央構造線に接し、南は仁淀川支流、西は久万川、東は吉野川が刻む大歩危に至る。

## 概要
東北東-西南西方向すなわち、中央構造線と平行に1,800m-2,000m級の山々が連峰をなし、東側では高度を次第に下げる。稜線はちち山の別れから二股に分岐し、北側の尾根筋は赤石山系を経て法皇山脈となる。中央構造線沿いに新居浜平野、道前平野へと落ち込み、東西50kmに及ぶ石鎚断層崖を形成する。地質的には西南日本の外帯である三波川変成帯に属し、結晶片岩を基盤とする。瓶ヶ森の氷見二千石原や皿ヶ嶺の竜神平など、隆起準平原の残物と推定される平坦面もしばしば見られる。一方で石鎚山などは約2万年前の最終氷期における周氷河作用による岩石の破砕により、険しい岩稜となったものと推定されている。
中国山地よりも標高が高いため、冬季には中国地方を乗り越えて来たシベリア気団による季節風が吹きつけ、気象は若干、日本海側との類似性を示す。そのため道前平野から新居浜平野が比較的温暖であっても、石鎚山脈の山々は雪を抱き、冷え込んだ朝には霧氷現象も見られる。
西条市や新居浜市などは、これらの山々のため地下水に恵まれ、瀬戸内側ではあるが渇水に見舞われることは少ない。特に石鎚山直下の西条市の湧水のうちぬきは名水百選に選定されている。吉野川およびその支流の銅山川、仁淀川などの一級河川、国領川、加茂川および中山川など瀬戸内側の二級河川は石鎚山脈を源流とする。
石鎚山を中心とする西部の山岳および面河渓は1955年に石鎚国定公園に指定され、笹ヶ峰を中心とする地域は1982年に笹ヶ峰自然環境保全地域に指定されている。面河渓から土小屋に至る石鎚スカイラインや土小屋から伊予富士を経て寒風山隧道に至る瓶ヶ森林道など観光道路が建設され、登山は手軽になった一方で、石鎚スカイライン建設に伴う面河渓への落石など環境破壊も問題化した。
標高約1,700m以上は気候的に亜高山帯針葉樹林となり、二ノ森、石鎚山から瓶ヶ森に掛けての山頂付近の狭い領域や、笹ヶ峰東側斜面などにはシコクシラベの群落が見られる。さらにダケカンバやコメツツジの群落、山頂はイブキザサなどに覆われる。このような亜高山帯は日本における南限に当る。亜高山帯の下部はブナやウラジロモミなどの落葉広葉樹林となる。

## 主な山
```
　　　　　
皿ヶ嶺
　　　　　　　西
　　　　　　┃　　　　　　　　┃
　　　　　
石墨山
　　　　　南━╋━北
　　　　　　┃　　　　　　　　┃
　　　　　青滝山　　　　　　  東
　　　　　　┃
　　　　　
堂ヶ森

            ┃
五代ヶ森━鞍瀬ノ頭━三ヶ森
            ┃
　　　　　
二ノ森

　　　　　　┃
     　　 
石鎚山

            ┃
          鶴ノ子ノ頭
　　　　　　┃

筒上山
━━
岩黒山

　┃　　　　┃

手箱山
　　
伊吹山

　　　　　　┃
　　　　　子持権現山
　　　　　　┃
　　　　　
瓶ヶ森

　　　　　　┃
　　　　　
西黒森

　　　　　　┃
　　　　　自念子ノ頭
            ┃ 
　　　　　東黒森
　　　　　　┃
　　　　　
伊予富士

　　　　　　┃
　　　　　
寒風山

　　　　　　┃
　　　　　
笹ヶ峰
━黒森山
　　　　　　┃
　　　　　
ちち山

　　　　　　┣━━━━┓
　　　　　冠山　　　
西赤石山

　　　　　　┃　　　　┃
　　　　　
平家平
　　
東赤石山

　　　　　　┃　　　　┃
　　　　　三ッ森山　
二ッ岳

大座礼山
━━┫　　　　┃
　　　　　東光森山　
赤星山

　　　　　　┃　　　　┃
　　　　　玉取山　　
豊受山

　　　　　　┃　　　　┃
　　　　
佐々連尾山
　
翠波峰

奥工石山
━━┫
　　　　
カガマシ山

　　　　　　┃
　　　　　橡尾山
　　　　　　┃
　　　　　
笹ヶ峰

　　　　　　┃
　　　　　
三傍示山
━剣ノ山
　　　　　　┃　　　　┃
　　　　　
野鹿池山
　
塩塚峰

　　　　　　┃
　　　　　黒滝山
```

ここでは、石鎚山に、西ノ冠岳・三角点山・弥山・天狗岳・南尖峰・矢筈岩の山塊を含む。
| 堂ヶ森 二ノ森 石鎚山 筒上山 瓶ヶ森 伊予富士 寒風山 笹ヶ峰 西赤石山 東赤石山 二ッ岳 赤星山 |
| 亀老山から望む石鎚山脈。                                                                  |

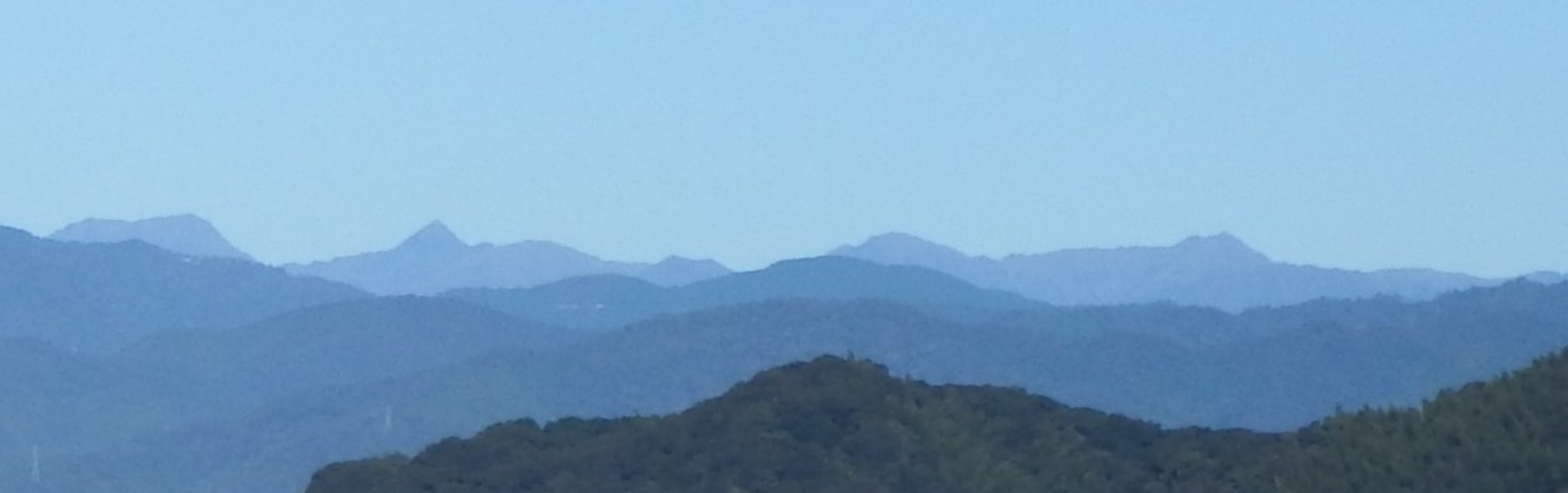
仁淀川河口大橋より
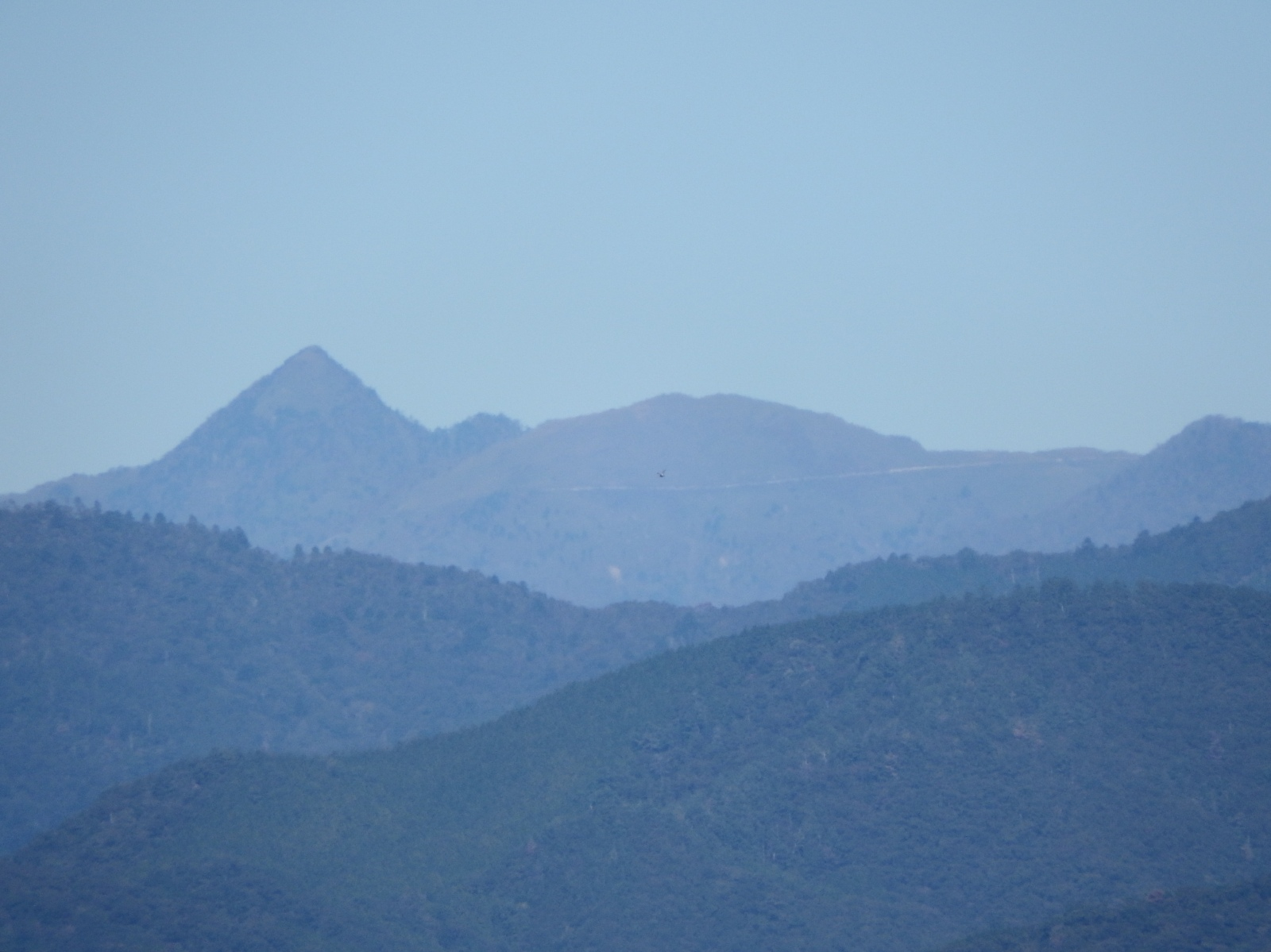
仁淀川河口大橋[5]より
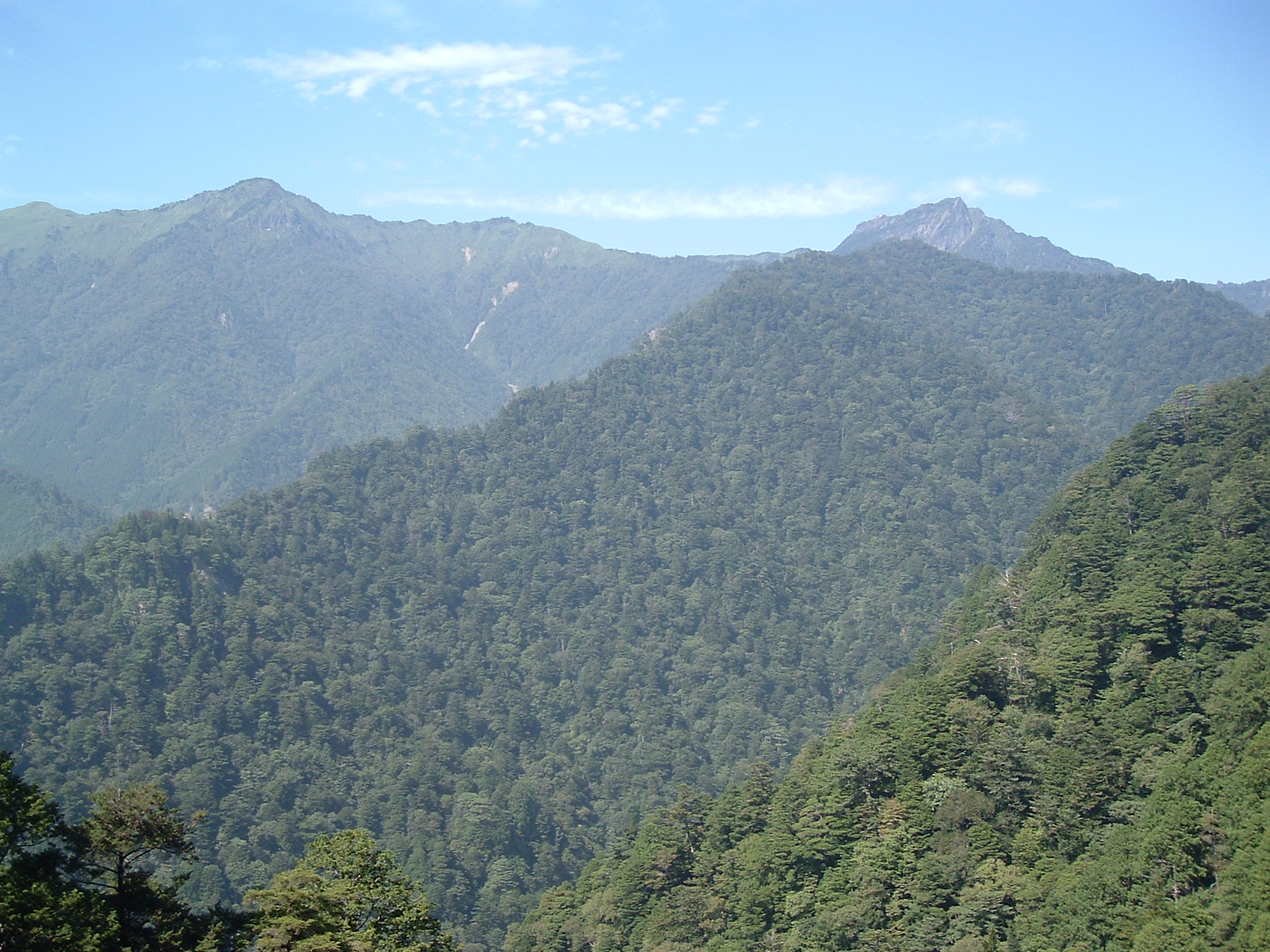
二ノ森と石鎚山
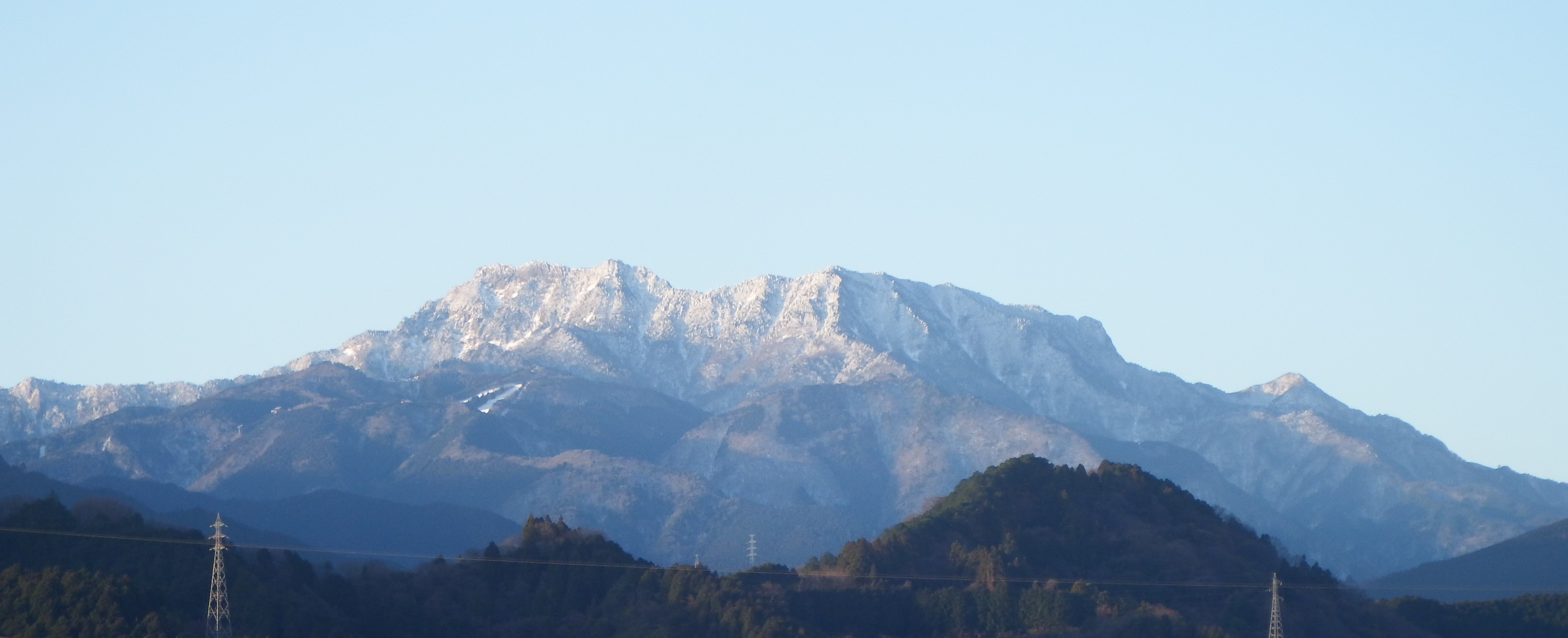
石鎚山　北から
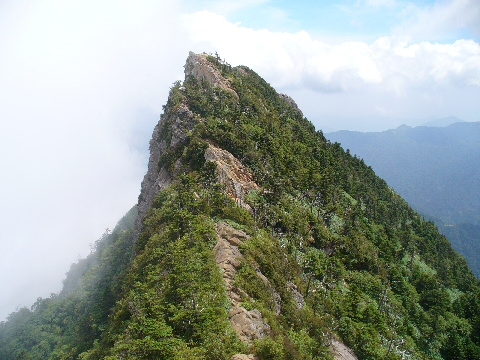
石鎚山天狗岳
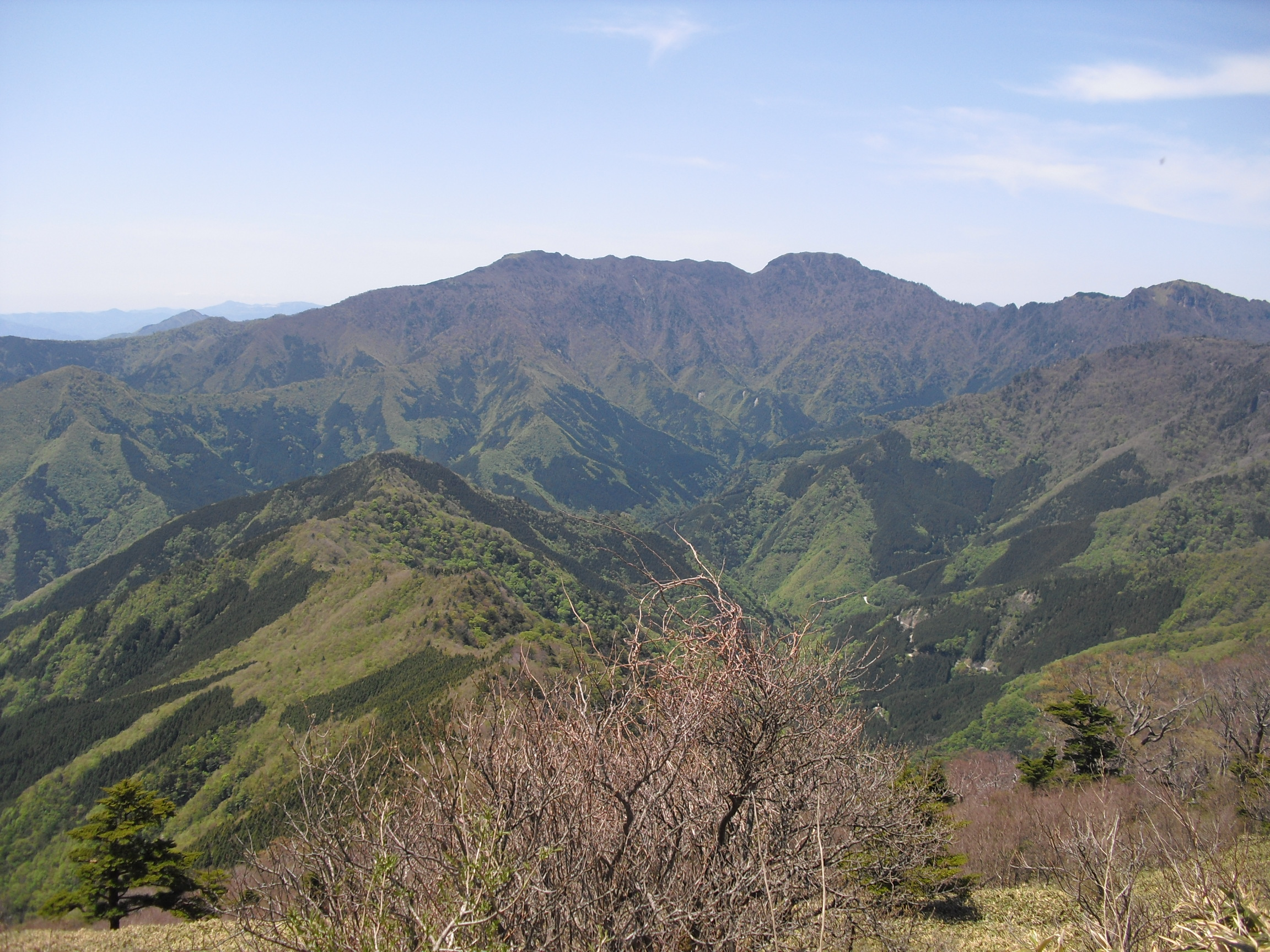
筒上山と手箱山
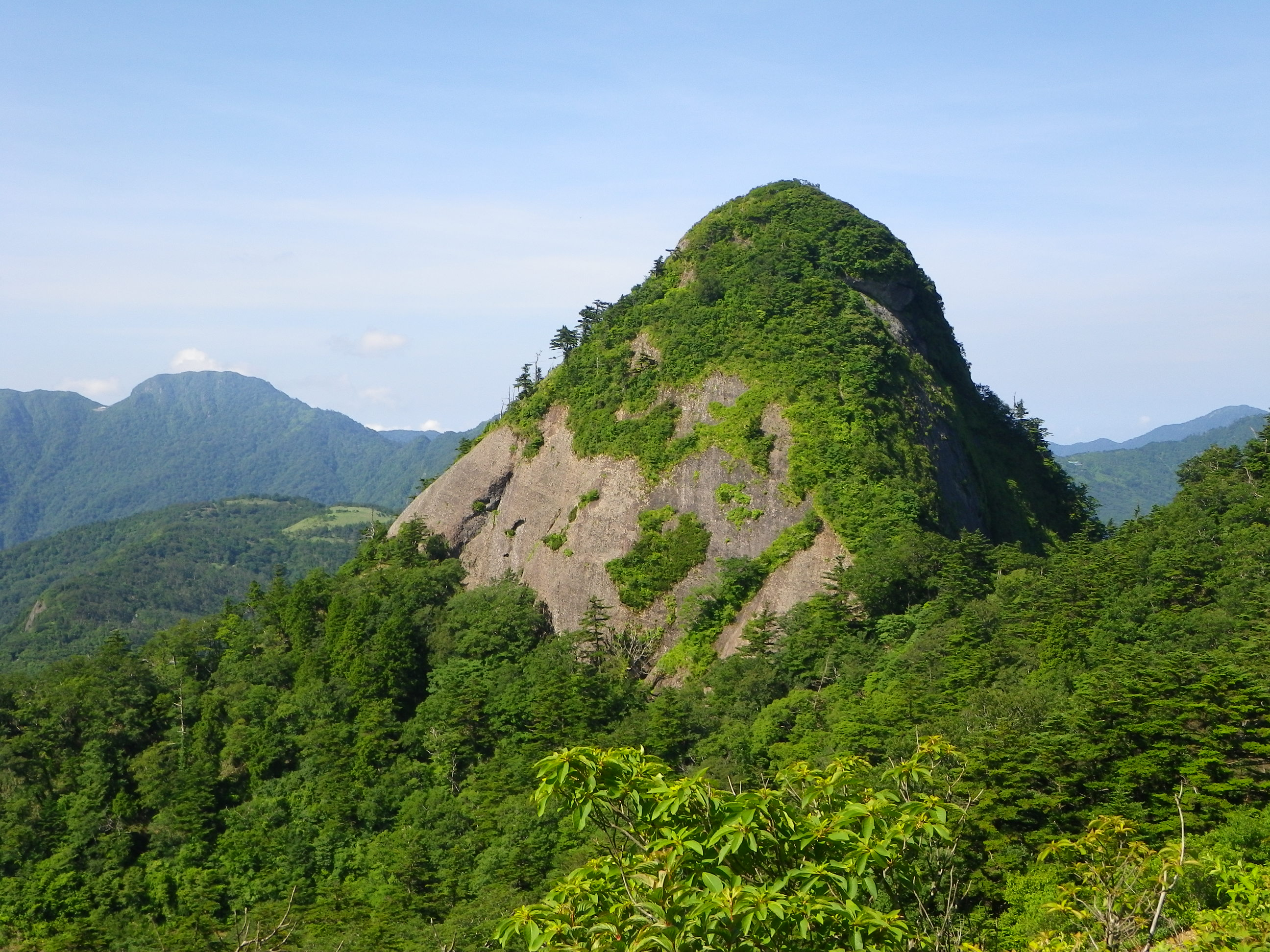
子持権現山
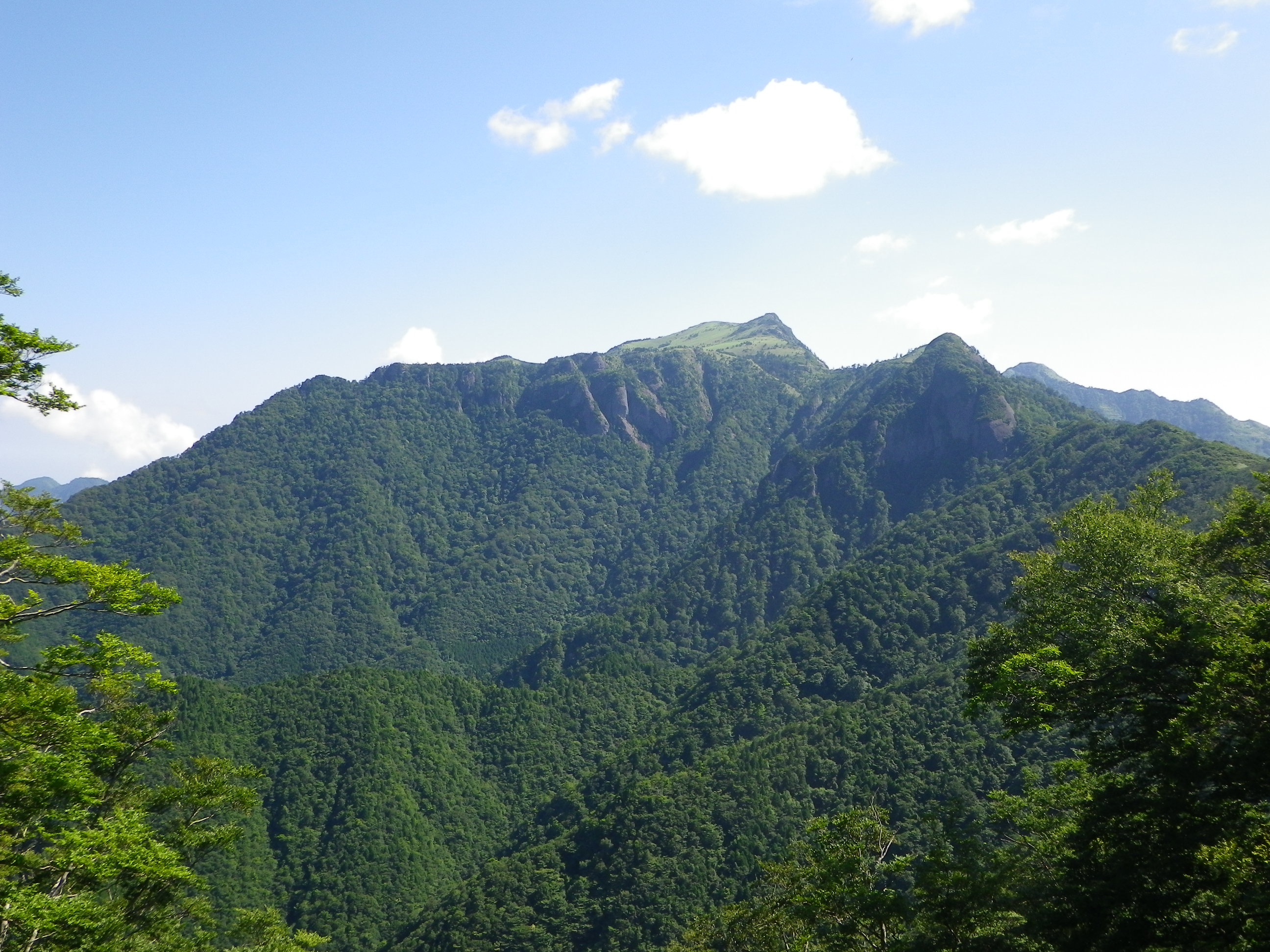
瓶ヶ森
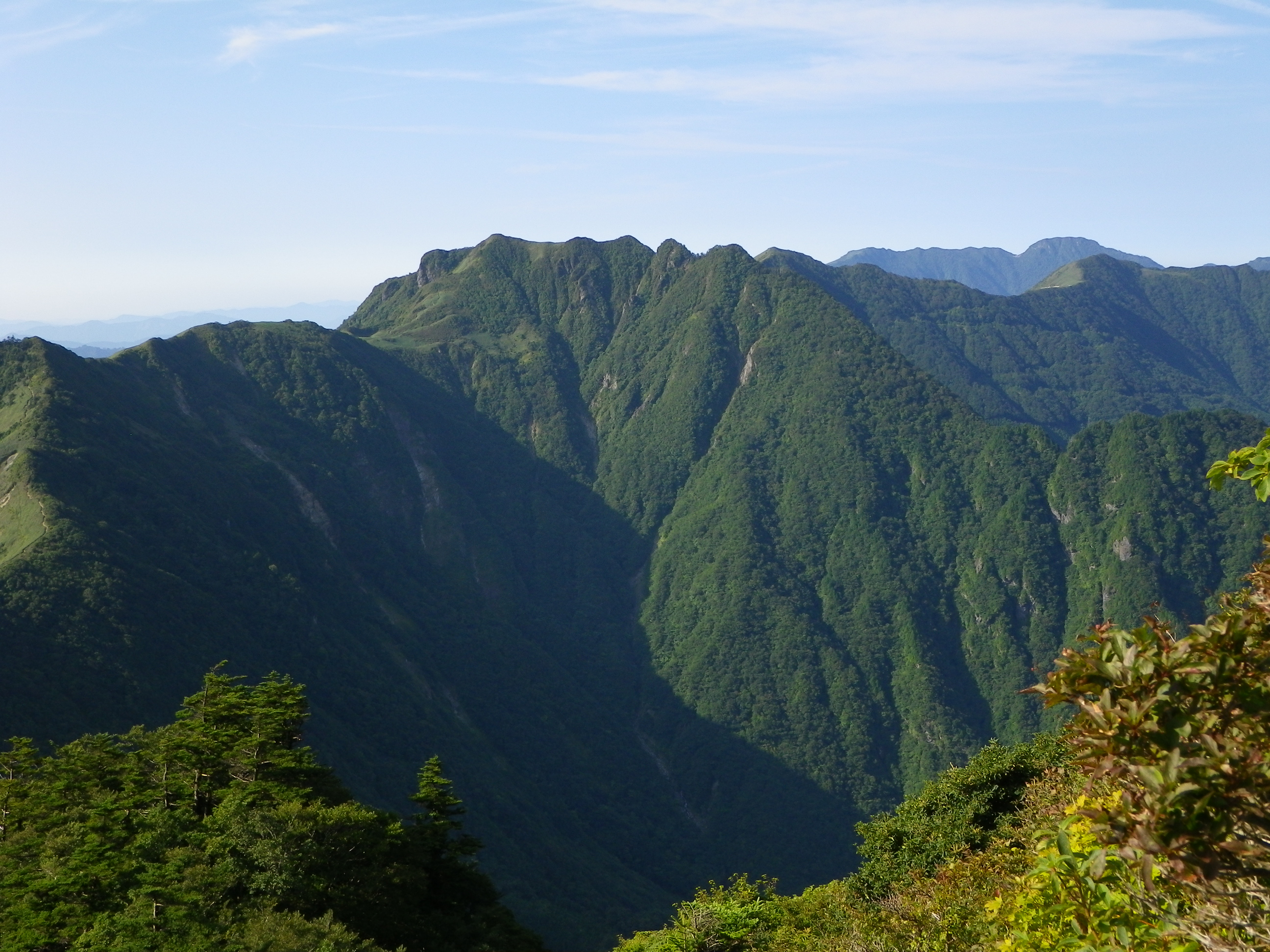
伊予富士
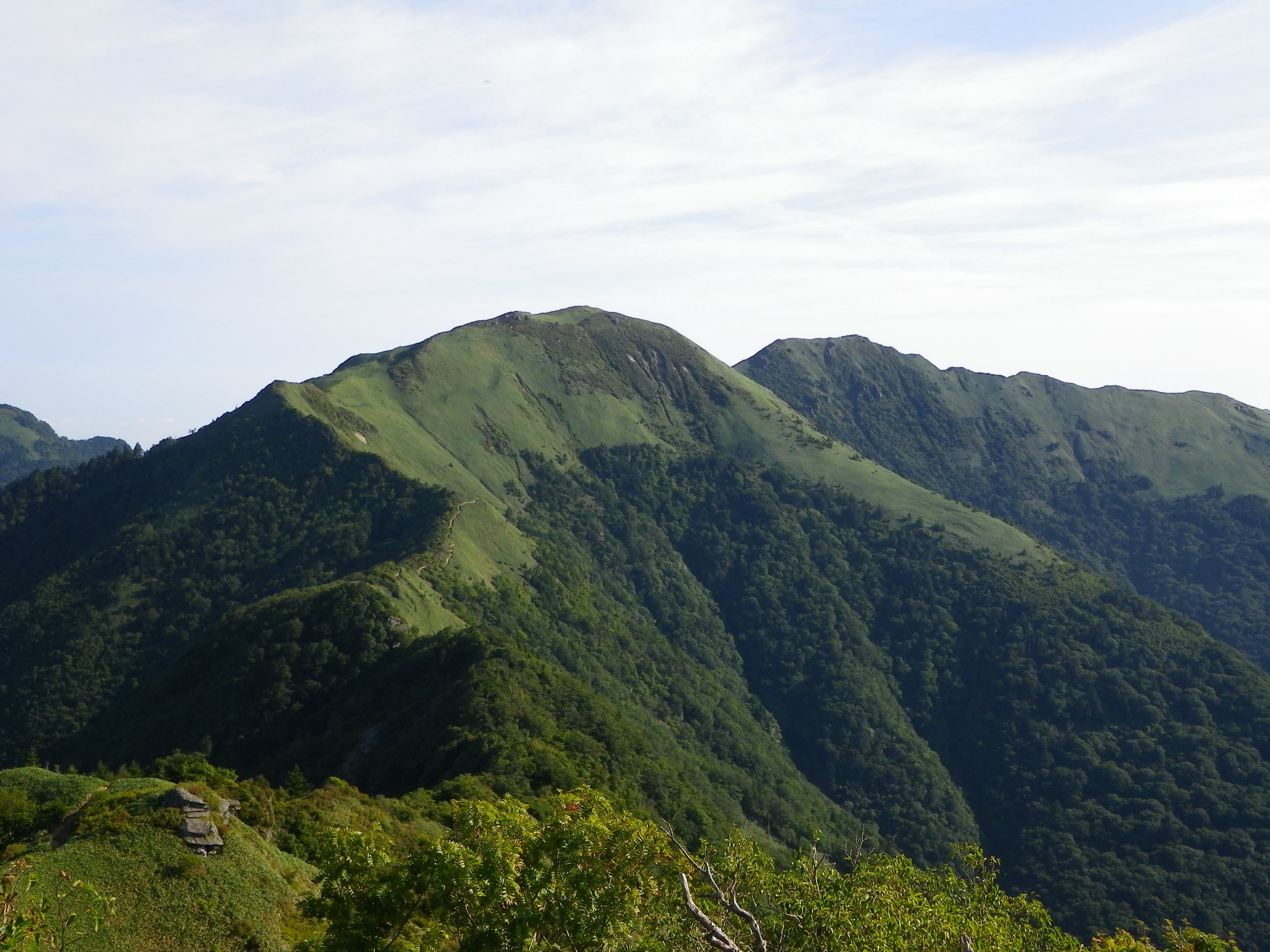
笹ヶ峰とちち山
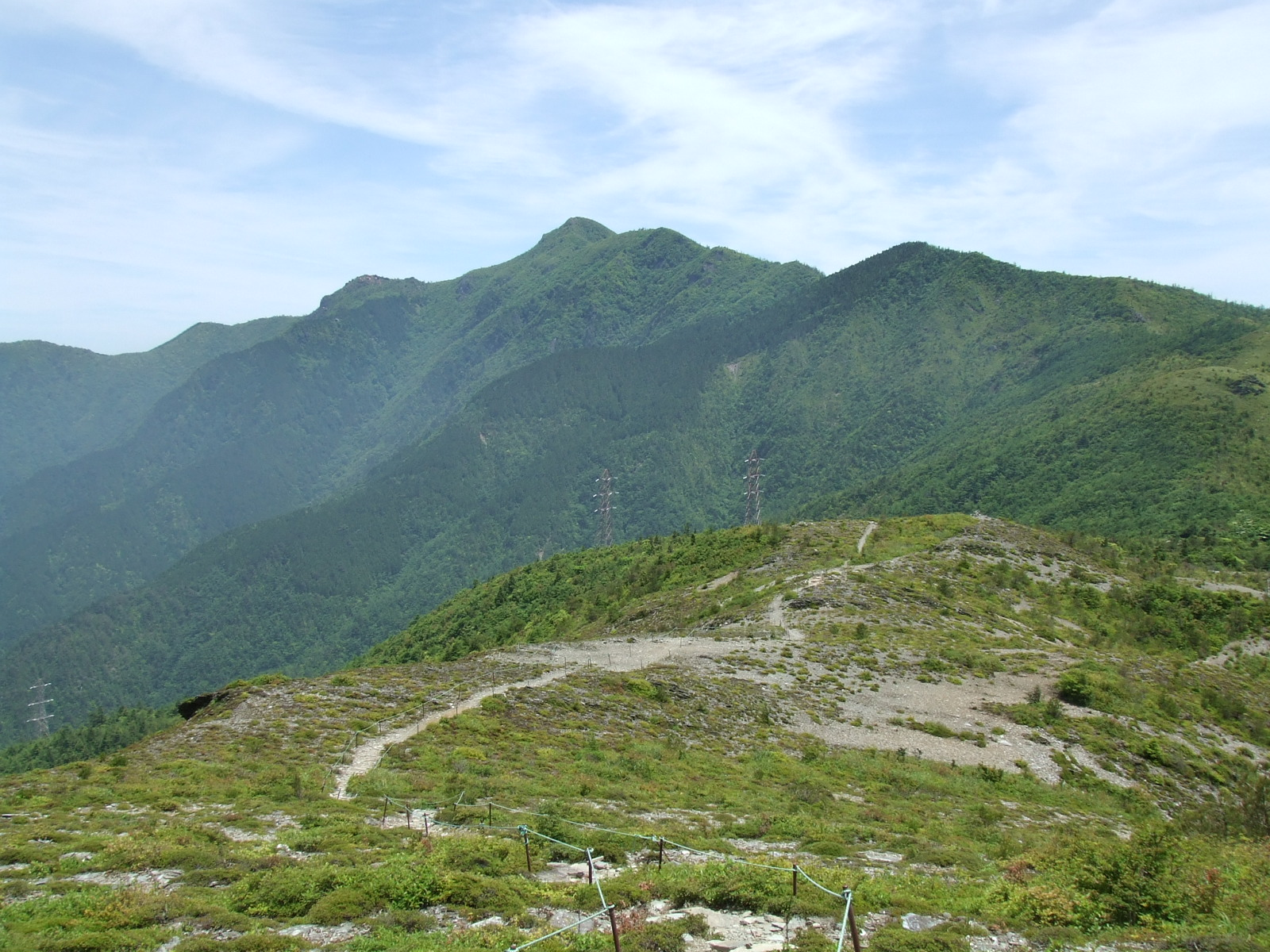
銅山越と西赤石山
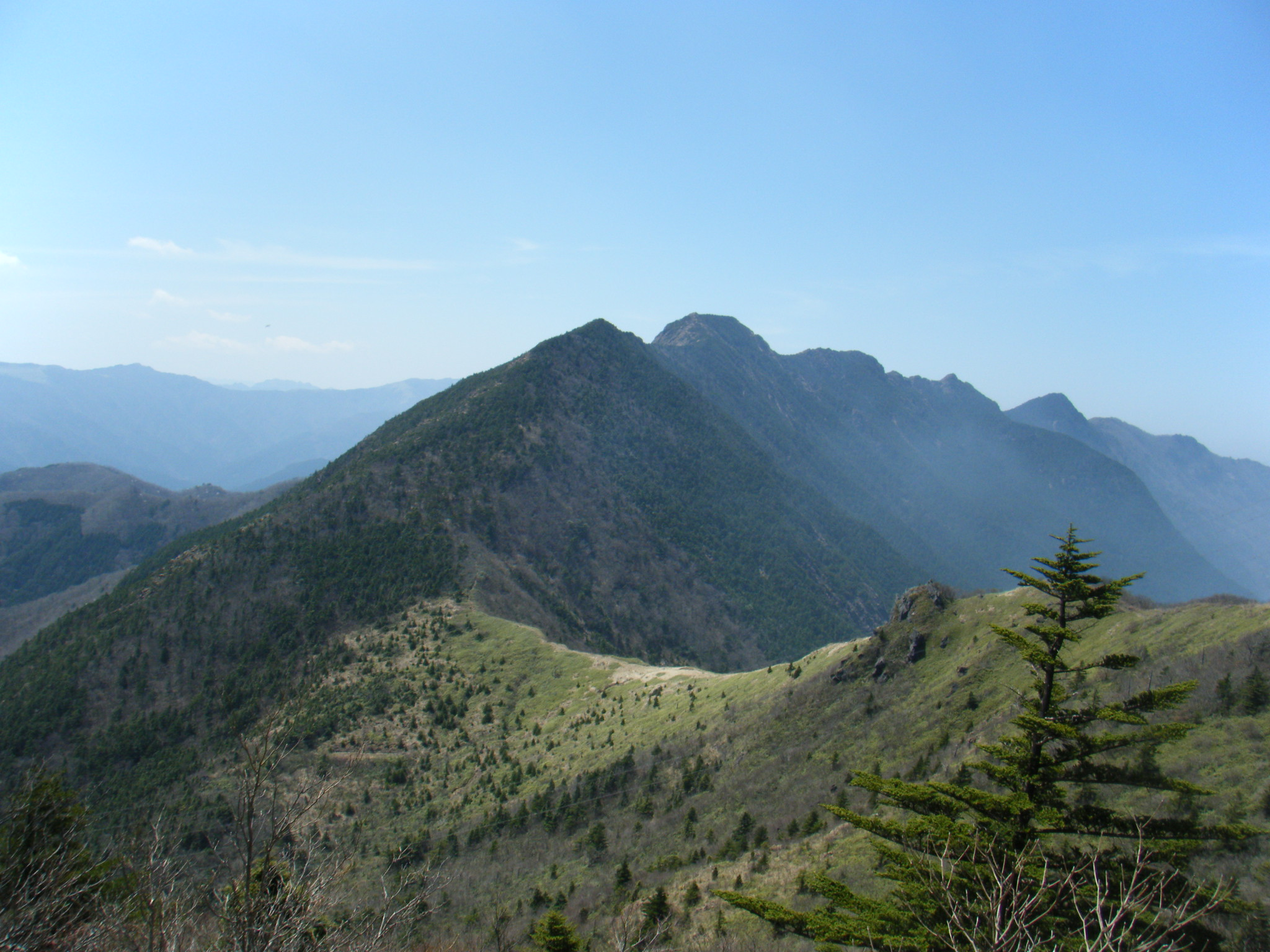
東赤石山
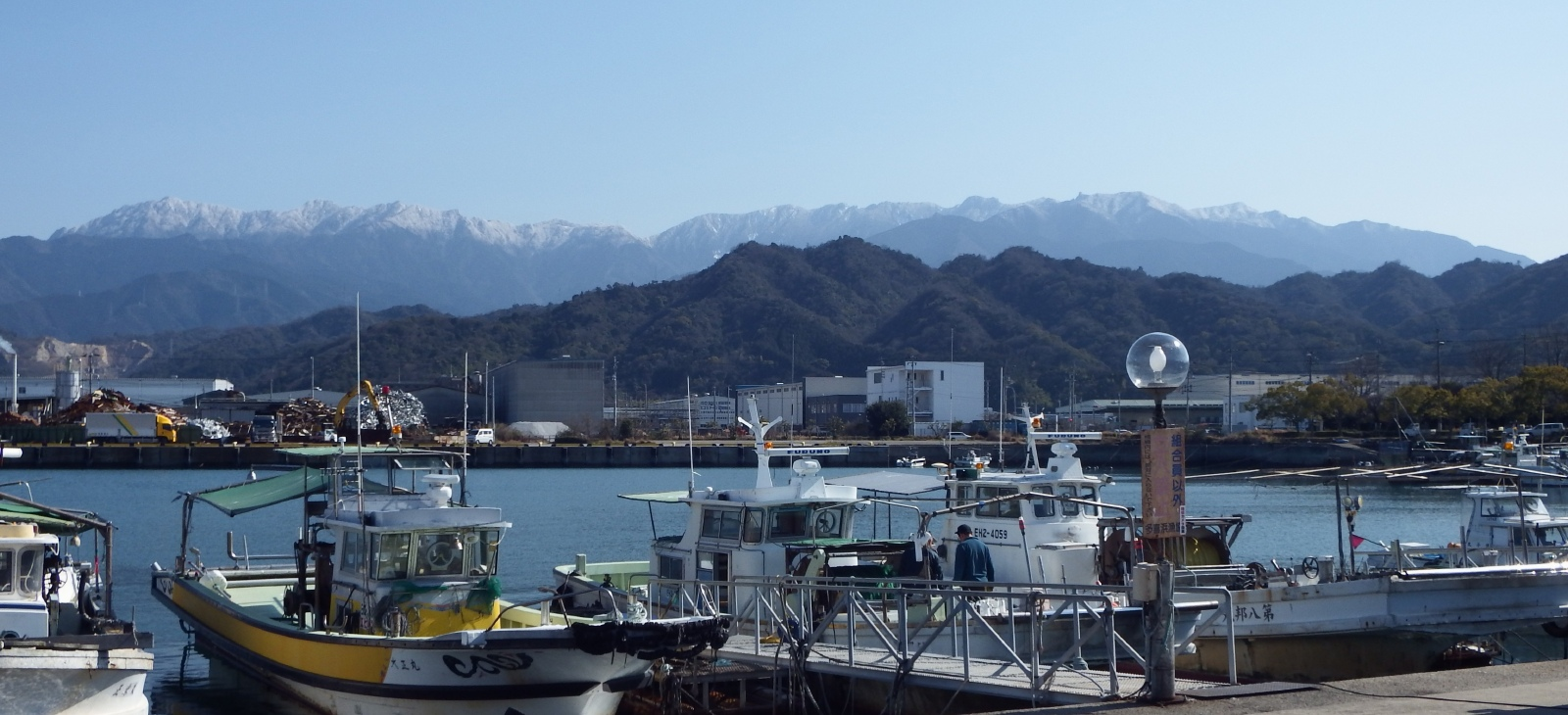
赤石山系を新居浜黒島港より